# Dennis Hediger
Dennis Hediger (22 september 1986) is een Zwitsers voetballer (middenvelder) die sinds 2010 voor de Zwitserse eersteklasser FC Thun uitkomt. Voordien speelde hij voor FC Biel-Bienne.